# Domenico Maria Spinola
Il Serenissimo Domenico Maria Spinola (Bastia, 1666 – Bastia, 1743) fu il 151º doge della Repubblica di Genova e re di Corsica.

## Biografia

Stemma nobiliare degli Spinola

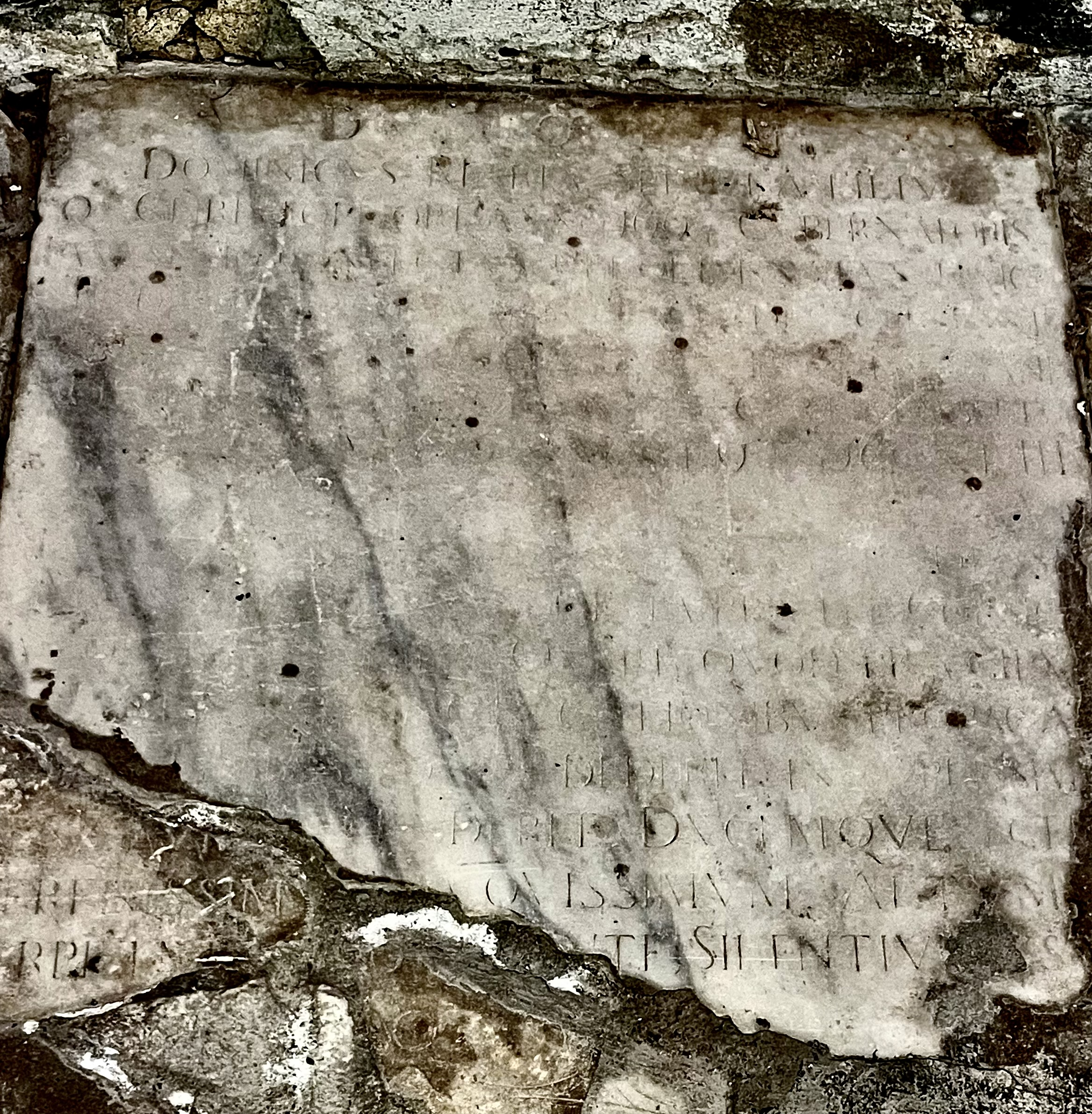
Lastra dedicata a Domenico Maria Spinola nella chiesa di San Carlo di Bastia, in Corsica.

Nacque nella città corsa di Bastia nel 1666 dove il padre Cristoforo era in quel periodo governatore dell'isola per conto della Repubblica di Genova. In età scolare superiore si trasferì a Siena assieme ai fratelli Filippo e Giorgio (futuro cardinale) presso il collegio dei Tolomei.
Intorno al 1686 si trasferì nella capitale genovese dove ricoprì i suoi primi incarichi pubblici. Domenico Maria Spinola fu inoltre ambasciatore straordinario presso la corte asburgica di Giuseppe I per la fortunata trattativa per il Marchesato di Finale che, dopo quasi un secolo dal primo acquisto dal re Filippo III di Spagna, fu pienamente in mani genovesi (1710).
Il Gran Consiglio del 29 gennaio 1732 lo elesse nuovo doge della Repubblica di Genova: il centoseiesimo in successione biennale e il centocinquantunesimo nella storia repubblicana. In qualità di doge fu investito anche della correlata carica biennale di re di Corsica.
Come i suoi predecessori, anche il dogato di Domenico Maria Spinola fu dominato dalle rivolte della popolazione corsa in diverse città dell'isola; oltre ad Ajaccio e Calvi, gli isolani scacciarono i Genovesi pure dalla sua natia Bastia. Per porre un freno alla rivolta e sventare altri episodi chiese aiuto militare all'imperatore Carlo VI - un analogo accordo fece pure il suo predecessore Francesco Maria Balbi - che inviò in Corsica circa 8.000 soldati dietro il compenso di 30.000 fiorini al mese. Nonostante un labile armistizio tra le parti i disordini sull'isola-colonia genovese continuarono, tuttavia, per decenni.
Cessato il dogato il 29 gennaio 1734, lo stesso Spinola fu scelto dal governo genovese a ricoprire dal 1740 la difficile carica di commissario generale dell'isola e fu proprio lui, appoggiandosi alla Santa Sede, a suggerire la nomina di due vescovi corsi alla guida delle diocesi locali. Ciò provocò una momentanea tregua tra gli isolani contro la dichiarata oppressione genovese.
E nella sua casa natale di Bastia morì Domenico Maria Spinola nel corso del 1743.